# Сє Сиї
Сє Сиї  (кит.: 谢思埸, Xie Siyi 28 березня 1996) — китайський стрибун у воду, дворазовий олімпійський чемпіон, чотириразовий чемпіон світу.

## Спортивна кар'єра
Стрибками у воду почав займатися в сім років в Шаньтоу.

#### 2014
Після перелому щиколотки та перенесеної операції змушений був змінити спеціалізацію з вишки на трамплін.

#### 2021
На дебютних Олімпійських іграх в Токіо, Японія, здобув з партнером по команді Ван Цзунюань перемогу в синхронних стрибках з трампліна в 3 метри, отримавши навіть за другий стрибок три оцінки 10 балів. У фіналі стрибків з 3-м трампліна з 558,75 балами здобув другу перемогу за турнір.

## Виступи на Олімпіадах
| Олімпіада  | Дисципліна                              | Місце |
| ---------- | --------------------------------------- | ----- |
| Токіо 2020 | синхронний трамплін, 3 метри (чоловіки) | 1     |
| Токіо 2020 | трамплін, 3 метри (чоловіки)            | 1     |